# Liste des épisodes de Stargate SG-1

Voici la liste des 214 épisodes de la série télévisée Stargate SG-1, ainsi que les dates de sortie en DVD des saisons de celle-ci.
Il est à noter que selon les versions DVD, les noms ou l'ordre des épisodes peuvent différer, les épisodes doubles peuvent être regroupés ou non, etc: voir les sorties DVD. Ici est présenté l'ordre officiel.

## Saisons

### Première saison (1997-1998)
1. Enfants des dieux (1re partie) (Children of the Gods (Part 1))
2. Enfants des dieux (2e partie) (Children of the Gods (Part 2))
3. L’Ennemi intérieur (The Enemy Within)
4. Émancipation (Emancipation)
5. La Théorie de Broca (The Broca Divide)
6. Le Premier Commandement (The First Commandment)
7. Double (Cold Lazarus)
8. Les Nox (The Nox)
9. Les Désignés (Brief Candle)
10. Le Marteau de Thor (Thor’s Hammer)
11. Le Supplice de Tantale (The Torment of Tantalus)
12. Retour sur Chulak (Bloodlines)
13. Le feu et l'eau (Fire and Water)
14. Hathor (Hathor)
15. Cassandra (Singularity)
16. Le Procès (Cor-ai)
17. Les Réfugiés (Enigma)
18. Portés disparus (Solitudes)
19. Les Doubles robotiques (Tin Man)
20. Une dimension trop réelle (There But for the Grace of God)
21. Décisions politiques (Politics)
22. Dans le nid du serpent (Within the Serpent’s Grasp)

### Deuxième saison (1998-1999)
1. La Morsure du serpent  (The Serpent’s Lair)
2. La Tête à l'envers (In the Line of Duty)
3. Perpétuité (Prisoners)
4. Le Maître du jeu (The Gamekeeper)
5. La Princesse Shyla (Need)
6. L'Œil de pierre (Thor’s Chariot)
7. Un message dans une bouteille (Message in a Bottle)
8. Conseil de famille (Family)
9. Secrets (Secrets)
10. Le Fléau (Bane)
11. La Tok'ra 1re partie (The Tok’ra (Part 1))
12. La Tok'ra 2e partie (The Tok’ra (Part 2))
13. Les Esprits (Spirits)
14. La Clé de voûte (Touchstone)
15. La Cinquième Race (The Fifth Race)
16. Une question de temps (A Matter of Time)
17. Transfert (Holiday)
18. La Colère des Dieux (Serpent’s Song)
19. Le Faux Pas (One False Step)
20. L'Ennemi invisible (Show and Tell)
21. 1969 (1969)
22. Après un long sommeil (Out of Mind)

### Troisième saison (1999-2000)
1. Dans l'antre des Goa'uld (Into the Fire)
2. Seth (Seth)
3. Diplomatie (Fair Game)
4. Héritage (Legacy)
5. Méthodes d'apprentissage (Learning Curve)
6. De l'autre côté du miroir (Point of View)
7. Le Chasseur de primes (Deadman Switch)
8. Les Démons (Demons)
9. Règles de combat (Rules of Engagement)
10. Le Jour sans fin (Forever in a Day)
11. Le Passé oublié (Past and Present)
12. Les Flammes de l'enfer (1re partie) (Jolinar’s Memories)
13. Les Flammes de l'enfer (2e partie) (The Devil You Know)
14. Invasion (Foothold)
15. Simulation (Pretense)
16. Un étrange compagnon (Urgo)
17. La Pluie de feu (A Hundred Days)
18. Trahisons (Shades of Grey)
19. Un nouveau monde (New Ground)
20. Instinct maternel (Maternal Instinct)
21. Le Crâne de cristal (Crystal Skull)
22. Némésis (Nemesis)

### Quatrième saison (2000-2001)
1. Victoires illusoires (Small Victories)
2. L’Autre Côté (The Other Side)
3. Expérimentation hasardeuse (Upgrades)
4. Destins croisés (Crossroads)
5. Diviser pour conquérir (Divide and Conquer)
6. L’Histoire sans fin (Window of Opportunity)
7. Eaux troubles (Watergate)
8. Primitifs (The First Ones)
9. Terre brûlée (Scorched Earth)
10. Sous la glace (Beneath the Surface)
11. Point de non-retour (Point of No Return)
12. Perdus dans l’espace (Tangent)
13. La Malédiction (The Curse)
14. Le Venin du serpent (The Serpent’s Venom)
15. Réaction en chaîne (Chain Reaction)
16. 2010 (2010)
17. Pouvoir absolu (Absolute Power)
18. La Lumière (The Light)
19. Prodige (Prodigy)
20. L'Entité (Entity)
21. Répliques (Double Jeopardy)
22. Exode (Exodus)

### Cinquième saison (2001-2002)
1. Ennemis jurés (Enemies)
2. Le Seuil (Threshold)
3. Ascension (Ascension)
4. Le Cinquième Homme (The Fifth Man)
5. Mission soleil rouge (Red Sky)
6. Rite initiatique (Rite of Passage)
7. Maîtres et serviteurs (Beast of Burden)
8. La Tombe (The Tomb)
9. Traquenard (Between Two Fires)
10. Les Faux Amis (2001)
11. Ultime Recours (Desperate Measures)
12. Wormhole X-Treme (Wormhole X-Treme!) [100e épisode]
13. L’Épreuve du feu (Proving Ground)
14. 48 heures (48 Hours)
15. Sans issue (1re partie) (Summit)
16. Sans issue (2e partie) (Last Stand)
17. Impact (Fail Safe)
18. Le Guerrier (The Warrior)
19. Menace (Menace)
20. La Sentinelle (The Sentinel)
21. Zénith (Meridian)
22. Révélations (Revelations)

### Sixième saison (2002-2003)
1. Rédemption (1re partie) (Redemption (Part 1))
2. Rédemption (2e partie) (Redemption (Part 2))
3. Réunion (Descent)
4. Prisonnière des glaces (Frozen)
5. L'Expérience secrète (Nightwalkers)
6. Abysse (Abyss)
7. Résistance (Shadow Play)
8. Acte de bravoure (The Other Guys)
9. L'union fait la force (Allegiance)
10. La Reine (Cure)
11. Prométhée (Prometheus)
12. Évolution (Unnatural Selection)
13. Hallucinations (Sight Unseen)
14. Écrans de fumée (Smoke & Mirrors)
15. Paradis perdu (Paradise Lost)
16. Métamorphose (Metamorphosis)
17. Secret d'État (Disclosure)
18. Les Rescapés (Forsaken)
19. La Porte des rêves (The Changeling)
20. En quête du passé (Memento)
21. La Prophétie (Prophecy)
22. Pacte avec le diable (Full Circle)

### Septième saison (2003-2004)
1. Retour aux sources (1re partie) (Fallen)
2. Retour aux sources (2e partie) (Homecoming)
3. L’Apprenti sorcier (Fragile Balance)
4. Les Esclaves d’Erebus (Orpheus)
5. Le Réseau (Revisions)
6. Vaisseau fantôme (Lifeboat)
7. Les Envahisseurs (Enemy Mine)
8. La Grande Épreuve (Space Race)
9. Le Vengeur (Avenger 2.0)
10. Les Amazones (Birthright)
11. La Fontaine de Jouvence (1re partie) (Evolution (Part 1))
12. La Fontaine de Jouvence (2e partie) (Evolution (Part 2))
13. Le Voyage intérieur (Grace)
14. Dangereuse alliance (Fallout)
15. Chimères (Chimera)
16. La Fin de l’union (Death Knell)
17. Héros (1re partie) (Heroes (Part 1))
18. Héros (2e partie) (Heroes (Part 2))
19. Résurrection (Resurrection)
20. Lutte de pouvoir (Inauguration)
21. La Cité perdue (1re partie) (Lost City (Part 1))
22. La Cité perdue (2e partie) (Lost City (Part 2))

### Huitième saison (2004-2005)
1. Mésalliance (1re partie) (New Order (Part 1))
2. Mésalliance (2e partie) (New Order (Part 2))
3. Quarantaine (Lockdown)
4. Heure H (Zero Hour)
5. Le Feu aux poudres (Icon)
6. Avatar (Avatar)
7. Monde cruel (Affinity)
8. Aux yeux du monde (Covenant)
9. Discordes (Sacrifices)
10. Sans pitié (Endgame)
11. Vulnérable (Gemini)
12. En détresse (Prometheus Unbound)
13. Une vieille connaissance (It’s Good to Be King)
14. Alerte maximum (Full Alert)
15. Rien à perdre (Citizen Joe)
16. La Dernière chance (1re partie) (Reckoning (Part 1))
17. La Dernière chance (2e partie) (Reckoning (Part 2))
18. Pour la vie (Threads) (épisode en deux versions : une en 60 minutes et une autre en 45 minutes)
19. Retour vers le futur (1re partie) (Moebius (Part 1))
20. Retour vers le futur (2e partie) (Moebius (Part 2))

### Neuvième saison (2005-2006)
1. Le Trésor d’Avalon (1re partie) (Avalon (Part 1))
2. Le Trésor d’Avalon (2e partie) (Avalon (Part 2))
3. Le Livre des Origines (Origin)
4. Ce lien qui nous unit… (The Ties That Bind)
5. Prosélytisme (The Powers That Be)
6. Le Piège (Beachhead)
7. Terre d’asile (Ex Deus Machina)
8. Pour l’honneur (Babylon)
9. Prototype (Prototype)
10. Le Quatrième cavalier de l’Apocalypse (1re partie) (The Fourth Horseman (Part 1))
11. Le Quatrième cavalier de l’Apocalypse (2e partie) (The Fourth Horseman (Part 2))
12. Dommage collatéral (Collateral Damage)
13. Effet domino (Ripple Effect)
14. Prise de contrôle (Stronghold)
15. Ingérence (Ethon)
16. Hors limite (Off the Grid)
17. Le Châtiment (The Scourge)
18. Le Manteau d’Arthur (Arthur’s Mantle)
19. La Grande croisade (Crusade)
20. La Première Vague (Camelot)

### Dixième saison (2006-2007)
1. L'Oricy (Flesh and Blood)
2. Dans les bras de Morphée (Morpheus)
3. Chassé-croisé (The Pegasus Project), crossover avec Stargate Atlantis
4. La Guerre des clones (Insiders)
5. La Créature (Uninvited)
6. Wormhole X-Treme, le film (200)
7. La Riposte (Counterstrike)
8. Amnésie (Memento Mori)
9. Aux mains des rebelles (Company of Thieves)
10. La Quête du Graal (1re partie) (The Quest (Part 1))
11. La Quête du Graal (2e partie) (The Quest (Part 2))
12. La Grande Illusion (Line in the Sand)
13. Dimension parallèle (The Road Not Taken)
14. Question de confiance (The Shroud)
15. Morts ou vifs (Bounty)
16. Prise d’otages (Bad Guys)
17. La Loi du talion (Talion)
18. Un air de famille (Family Ties)
19. La Symbiose du mal (Dominion)
20. Le Temps d’une vie (Unending)

## Téléfilms
- Stargate : L'Arche de vérité (2008)
- Stargate : Continuum (2008)
- Enfants des dieux, version remasterisée (2009)
- Stargate : Revolution (annulé)[1]. Ce film devait se situer chronologiquement après Stargate : Continuum mais avant la saison 1 de Stargate Universe[2]. Il aurait eu pour thème la révélation au grand public du programme porte des étoiles et ses implications[3]. Les acteurs Ben Browder, Claudia Black et Beau Bridges ne devaient pas revenir, le téléfilm aurait été centré sur le personnage de Richard Dean Anderson accompagné par Michael Shanks, Amanda Tapping et Christopher Judge.

## Sorties DVD
| Production                                                             | Épisodes      | Sorties DVD      | Sorties DVD            | Sorties DVD       | Sorties DVD      |
| Production                                                             | Épisodes      | Région 1         | Région 2 (Royaume-Uni) | Région 2 (France) | Région 4         |
| ---------------------------------------------------------------------- | ------------- | ---------------- | ---------------------- | ----------------- | ---------------- |
| Saison 1 (1997/98)                                                     | 22            | 22 mai 2001      | 21 octobre 2002        | 3 juin 2003       | 1er mars 2004    |
| Saison 2 (1998/99)                                                     | 22            | 9 septembre 2002 | 27 janvier 2003        | 2 mars 2004       | 18 février 2004  |
| Saison 3 (1999/2000)                                                   | 22            | 17 juin 2003     | 24 février 2003        | 20 avril 2004     | 11 mai 2004      |
| Saison 4 (2000/01)                                                     | 22            | 2 septembre 2003 | 31 mars 2003           | 1er juin 2004     | août 2004        |
| Saison 5 (2001/02)                                                     | 22            | 20 janvier 2004  | 28 avril 2003          | 20 juillet 2004   | 17 novembre 2004 |
| Saison 6 (2002/03)                                                     | 22            | 2 mars 2004      | 2 février 2004         | 20 juillet 2004   | 17 janvier 2005  |
| Saison 7 (2003/04)                                                     | 22            | 19 octobre 2004  | 28 février 2005        | 17 août 2004      | 14 mars 2005     |
| Saison 8 (2004/05)                                                     | 20            | 4 octobre 2005   | 27 février 2006        | 16 août 2005      | 17 août 2005     |
| Saison 9 (2005/06)                                                     | 20            | 3 octobre 2006   | 9 février 2007         | 24 janvier 2007   | 15 août 2006     |
| Saison 10 (2006/07)                                                    | 20            | 24 juillet 2007  | 3 décembre 2007        | 27 février 2008   | 26 août 2007     |
| Collection complète (série)                                            | 214           | 9 octobre 2007   | 3 décembre 2007        | 27 février 2008   | 28 novembre 2007 |
| Stargate : L'Arche de vérité                                           | Film          | 11 mars 2008     | 14 avril 2008          | 23 avril 2008     | 8 avril 2008     |
| Stargate : Continuum                                                   | Film          | 29 juillet 2008  | 18 août 2008           | 10 septembre 2008 | 5 août 2008      |
| Collection complète (série + téléfilms)                                | 214 & 2 Films | NC               | 17 novembre 2008       | 1er octobre 2008  | 10 mars 2009     |
| Enfants des dieux (réédition)                                          | Film          | 21 juillet 2009  | 27 juillet 2009        | 9 septembre 2009  | 5 août 2009      |
| Collection complète (série + téléfilms+ Enfants des dieux (réédition)) | 214 & 3 Films | NC               | NC                     | 1er juin 2012     | NC               |

Pour la France, une première série DVD couvrant les saisons 1 à 6 est sortie en «volumes» de 4 épisodes maximum chacun, du volume 1 «best of» de la saison 1 le 23 août 2000, suivi par le volume 2 comprenant le début de la saison 2 le 6 décembre 2000 au volume 31 le 16 septembre 2003 comprenant la fin de la saison 6.
L'ordre des épisodes de ces «volumes» n'est pas toujours respecté, le volume 7 (fin de la saison 2) contenant même en bonus 2 épisodes de la saison 1. De même, les deux premiers volumes n'ont pas la piste VO.